# 60. ceremonia wręczenia Oscarów

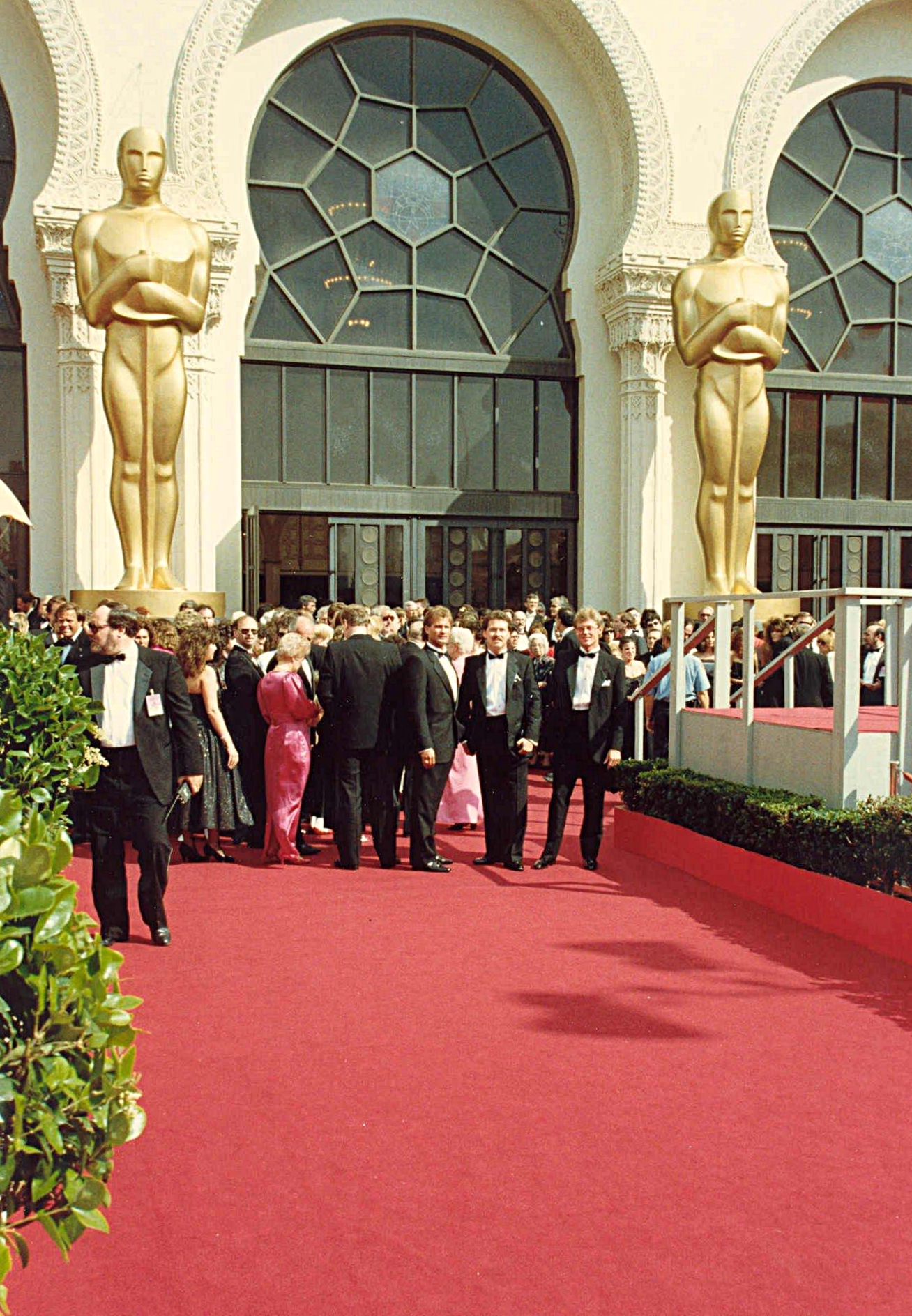
Czerwony dywan przed wejściem do Shrine Auditorium w Los Angeles.

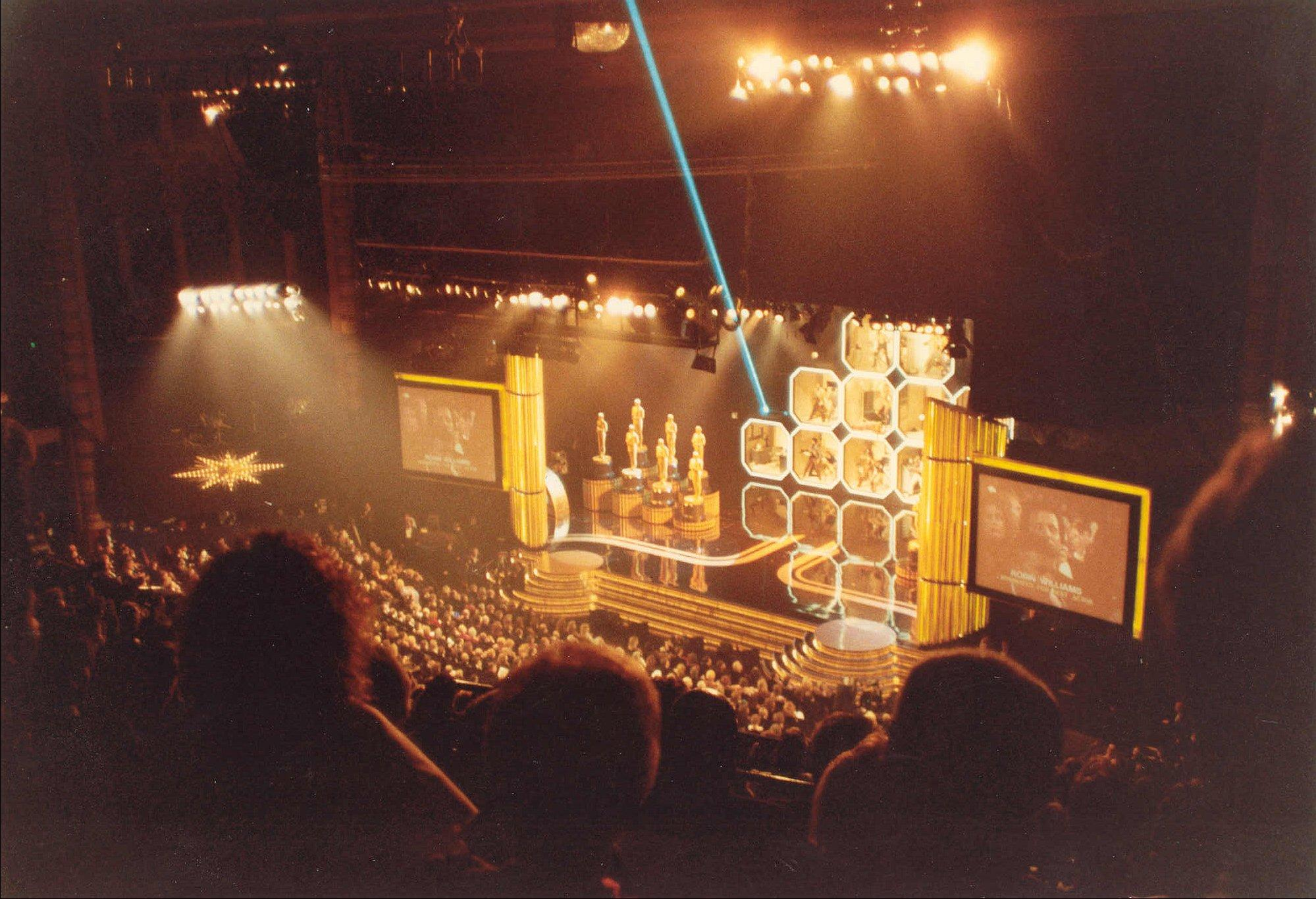
Scena podczas odbywającej się ceremonii.

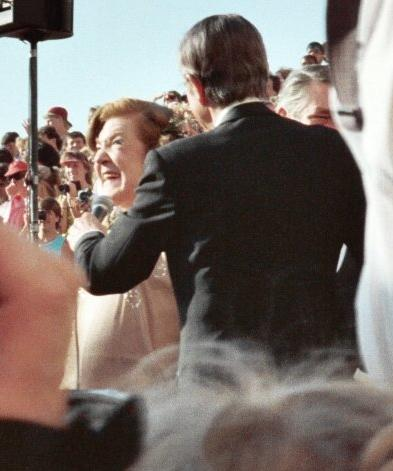
Anne Ramsey, nominowana za film Wyrzuć mamę z pociągu udziela wywiadu na czerwonym dywanie.

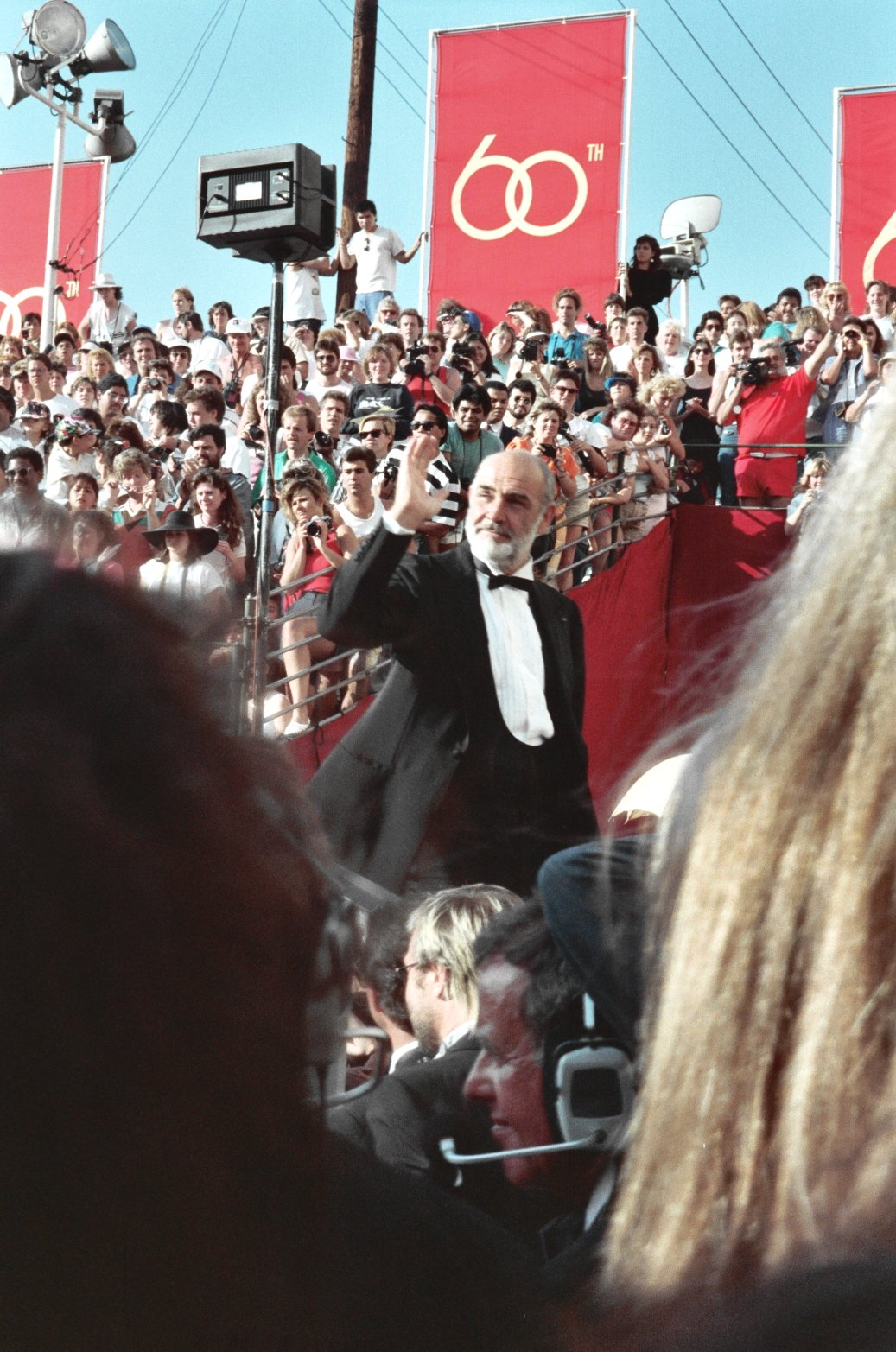
Sean Connery, laureat Oscara dla najlepszego aktora drugoplanowego za film Nietykalni.

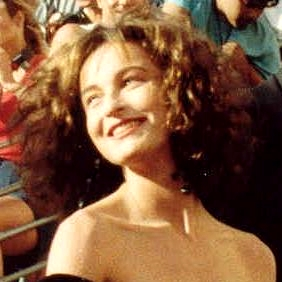
Jennifer Grey, gwiazda filmu Dirty Dancing.

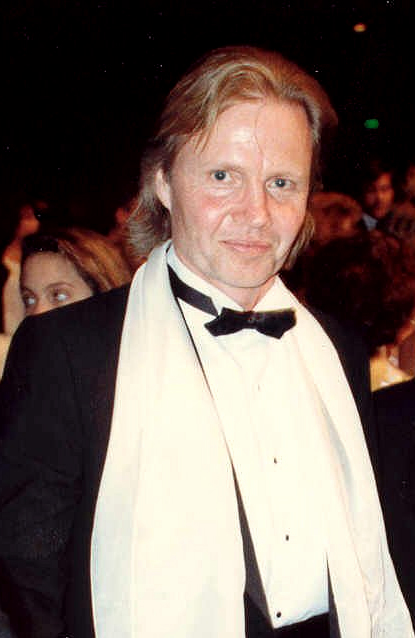
Jon Voight przed ceremonią.

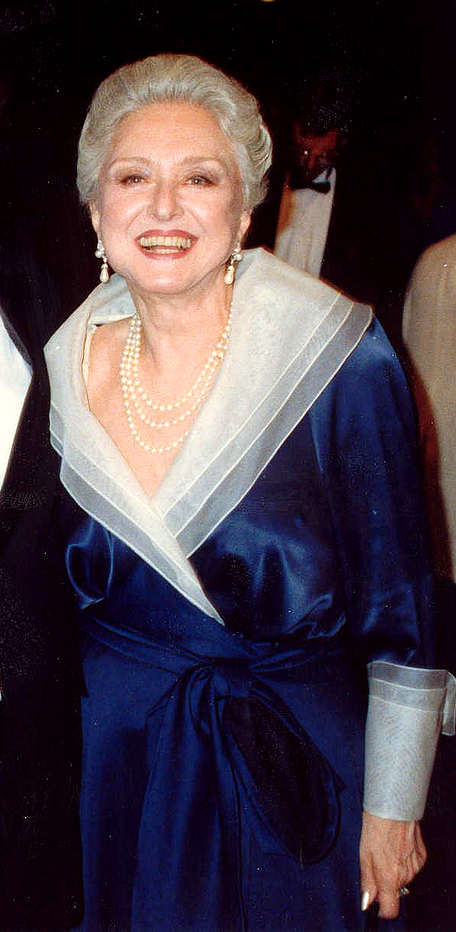
Celeste Holm pozuje na czerwonym dywanie.

60. ceremonia rozdania Oscarów odbyła się 11 kwietnia 1988 roku w Shrine Civic Auditorium w Los Angeles.

## Laureaci i nominowani
Laureaci nagród wyróżnieni są wytłuszczeniem

### Najlepszy film
- Jeremy Thomas – Ostatni cesarz
- James L. Brooks – Telepasja
- Stanley R. Jaffe, Sherry Lansing – Fatalne zauroczenie
- John Boorman – Nadzieja i chwała
- Patrick J. Palmer, Norman Jewison – Wpływ księżyca

### Najlepszy aktor pierwszoplanowy
- Michael Douglas – Wall Street
- William Hurt – Telepasja
- Robin Williams – Good Morning, Vietnam
- Jack Nicholson – Chwasty
- Marcello Mastroianni – Oczy czarne

### Najlepszy aktor drugoplanowy
- Sean Connery – Nietykalni
- Albert Brooks – Telepasja
- Denzel Washington – Krzyk wolności
- Vincent Gardenia – Wpływ księżyca
- Morgan Freeman – Cwaniak

### Najlepsza aktorka pierwszoplanowa
- Cher – Wpływ księżyca
- Sally Kirkland – Anna
- Holly Hunter – Telepasja
- Glenn Close – Fatalne zauroczenie
- Meryl Streep – Chwasty

### Najlepsza aktorka drugoplanowa
- Olympia Dukakis – Wpływ księżyca
- Anne Archer – Fatalne zauroczenie
- Norma Aleandro – Gaby. Historia prawdziwa
- Anne Ramsay – Wyrzuć mamę z pociągu
- Ann Sothern – Sierpniowe wieloryby

### Najlepsza scenografia i dekoracje wnętrz
- Ferdinando Scarfiotti, Bruno Cesari, Osvaldo Desideri – Ostatni cesarz
- Norman Reynolds, Harry Cordwell – Imperium słońca
- Anthony Pratt, Joanne Woollard – Nadzieja i chwała
- Santo Loquasto, Carol Joffe, Leslie Bloom, George DeTitta Jr. – Złote czasy radia
- Patrizia von Brandenstein, William A. Elliott, Hal Gausman – Nietykalni

### Najlepsze zdjęcia
- Vittorio Storaro – Ostatni cesarz
- Michael Ballhaus – Telepasja
- Allen Daviau – Imperium słońca
- Philippe Rousselot – Nadzieja i chwała
- Haskell Wexler – W szachu

### Najlepsze kostiumy
- James Acheson – Ostatni cesarz
- Dorothy Jeakins – Zmarli
- Bob Ringwood – Imperium słońca
- Jenny Beavan, John Bright – Maurycy
- Marilyn Vance – Nietykalni

### Najlepsza reżyseria
- Bernardo Bertolucci – Ostatni cesarz
- Adrian Lyne – Fatalne zauroczenie
- John Boorman – Nadzieja i chwała
- Lasse Hallström – Moje pieskie życie
- Norman Jewison – Wpływ księżyca

### Pełnometrażowy film dokumentalny
- Aviva Slesin – The Ten-Year Lunch: The Wit And Legend of the Algonquin Round Table
- Callie Crossley, James A. DeVinney - „Eyes on the Prize”, za odcinek: „America’s Civil Rights Years/Bridge to Freedom, 1965”
- John Junkerman, John W. Dower – Hellfire: A Journey from Hiroshima
- Robert Stone – Radio Bikini
- Barbara Herbich, Cyril Christo – A Stitch for Time

### Krótkometrażowy film dokumentalny
- Sue Marx, Pamela Conn – Young At Heart
- Deborah Dickson – Frances Steloff: Memoirs of a Bookseller
- František Daniel, Izak Ben-Meir – In the Wee Wee Hours...
- Megan Williams – Language Says It All
- Lynn Mueller – Silver Into Gold

### Najlepszy montaż
- Gabriella Cristiani – Ostatni cesarz
- Richard Marks – Telepasja
- Michael Kahn – Imperium słońca
- Michael Kahn, Peter E. Berger – Fatalne zauroczenie
- Frank J. Urioste – Robocop

### Najlepszy film nieangielskojęzyczny
- Dania: Gabriel Axel – Uczta Babette
- Hiszpania: José Luis Garci – Ukończony kurs
- Francja: Louis Malle – Do zobaczenia, chłopcy
- Włochy: Ettore Scola – Rodzina
- Norwegia: Nils Gaup – Tropiciel

### Najlepsza charakteryzacja
- Rick Baker – Harry i Hendersonowie
- Robert Laden – Szczęśliwego Nowego Roku

### Najlepsza muzyka
- Ryuichi Sakamoto, David Byrne, Su Cong – Ostatni cesarz
- George Fenton, Jonas Gwangwa – Krzyk wolności
- John Williams – Imperium słońca
- Ennio Morricone – Nietykalni
- John Williams – Czarownice z Eastwick

### Najlepsza piosenka
- „(I've Had) The Time of My Life” – Dirty Dancing – muzyka: Franke Previte, John DeNicola, Donald Markowitz; słowa: Franke Previte
- „Shakedown” – Gliniarz z Beverly Hills II – muzyka: Harold Faltermeyer, Keith Forsey; słowa: Harold Faltermeyer, Keith Forsey, Bob Seger
- „Cry Freedom” – Krzyk wolności – George Fenton, Jonas Gwangwa
- „Nothing's Gonna Stop Us Now” – Manekin – Albert Hammond, Diane Warren
- „Storybook Love” – Narzeczona dla księcia – Willy DeVille

### Najlepszy dźwięk
- Bill Rowe, Ivan Sharrock – Ostatni cesarz
- Robert Knudson, Don Digirolamo, John Boyd, Tony Dawe – Imperium słońca
- Les Fresholtz, Rick Alexander, Vern Poore, Bill Nelson – Zabójcza broń
- Michael J. Kohut, Carlos Delarios, Aaron Rochin, Robert Wald – Robocop
- Wayne Artman, Tom Beckert, Tom E. Dahl, Art Rochester – Czarownice z Eastwick

### Najlepszy montaż dźwięku (Nagroda Specjalna)
- Stephen Flick, John Pospisil – Robocop

### Najlepsze efekty specjalne
- Dennis Muren, William George, Harley Jessup, Kenneth Smith – Interkosmos
- Joel Hynek, Robert M. Greenberg, Richard Greenberg, Stan Winston – Predator

### Krótkometrażowy film animowany
- Frédéric Back – The Man Who Planted Trees
- Eunice Macaulay – George and Rosemary
- Bill Plympton – Your Face

### Krótkometrażowy film aktorski
- Jonathan Sanger, Jana Sue Memel – Ray's Male Heterosexual Dance Hall
- Ann Wingate - Making Waves
- Robert Katz - Shoeshine

### Najlepszy scenariusz oryginalny
- John Patrick Shanley – Wpływ księżyca
- Louis Malle – Do zobaczenia, chłopcy
- James L. Brooks – Telepasja
- John Boorman – Nadzieja i chwała
- Woody Allen – Złote czasy radia

### Najlepszy scenariusz adaptowany
- Mark Peploe, Bernardo Bertolucci – Ostatni cesarz
- Tony Huston – Zmarli
- James Dearden – Fatalne zauroczenie
- Stanley Kubrick, Michael Herr, Gustav Hasford – Full Metal Jacket
- Lasse Hallström, Reidar Jönsson, Brasse Brännström, Per Berglund – Moje pieskie życie

### Nagroda honorowa Gordona E. Sawyera
- Fred Hynes